# Александровське (Красноуфімський міський округ)
Александровське (рос. Александровское) — село у складі Красноуфімського міського округу (Натальїнськ) Свердловської області.
Населення — 459 осіб (2010, 527 у 2002).
Національний склад станом на 2002 рік: росіяни — 90 %.